# 1765 na literatura

## Eventos
- A obra de Horace Walpole O Castelo de Otranto funda na Inglaterra a escola gótica.
- Christoph Martin Wieland - Contos Cómicos.
- É publicada a edição de Samuel Johnson das obras de William Shakesperare.
- Michel Jean Sedaine - Filósofo sem o Saber.

## Nascimentos
| Data           | Nome   | Profissão | Nacionalidade | Observações | Ref |
| -------------- | ------ | --------- | ------------- | ----------- | --- |
| 15 de Setembro | Bocage | poeta     | Portugal      | m. 1805     |     |

## Mortes
| Data        | Nome               | Profissão            | Nacionalidade | Observações | Ref |
| ----------- | ------------------ | -------------------- | ------------- | ----------- | --- |
| 5 de Abril  | Edward Young       | poeta                | Inglaterra    |             |     |
| 15 de abril | Mikhail Lomonossov | cientista e escritor | Rússia        | n. 1711     |     |